# Alex Zane

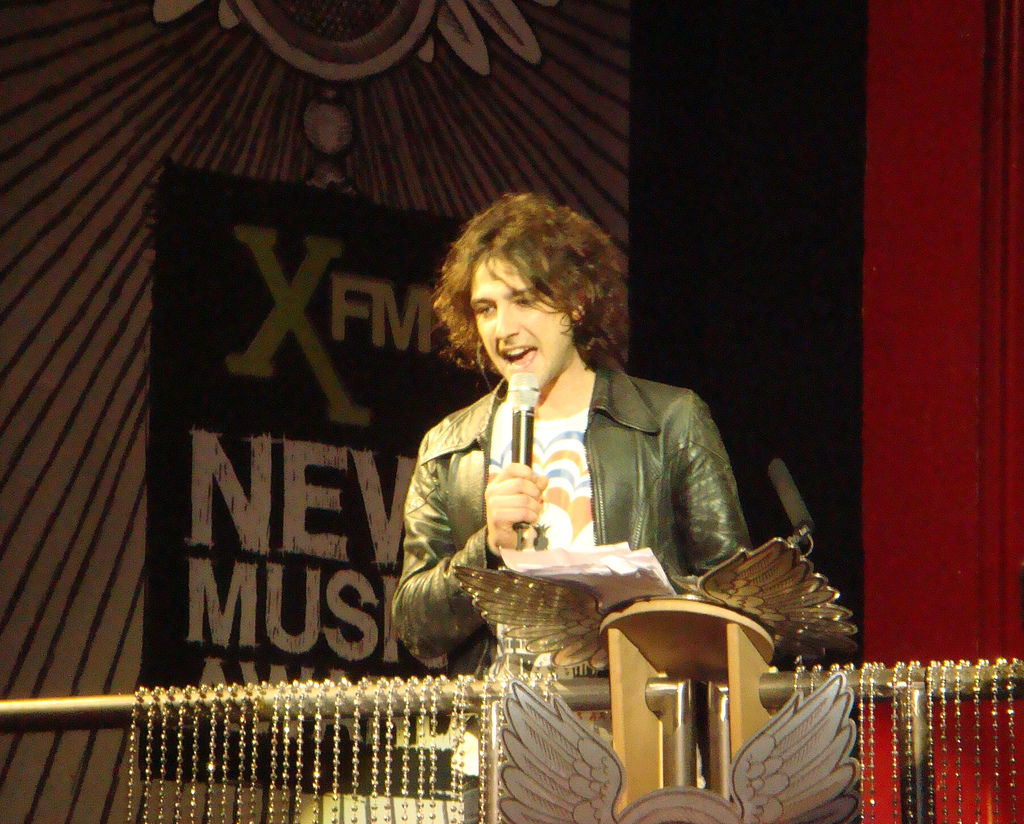
Alex Zane

Alex Zane (ur. 3 marca 1979 w Leeds) – angielski prezenter telewizyjny, DJ oraz przedstawiciel gatunku stand-up.
Znany jest z występów w programie Jaja ze stali (zwyciężył w 1 odcinku), gdzie występuje jako prowadzący teleturnieje, które są wcześniej wyreżyserowane.
Jest prezenterem londyńskiej stacji radiowej XFM. Prowadzi jeden z najbardziej znanych programów porannych XFM Breakfast Show with Alex Zane.